# Melchior Anderegg

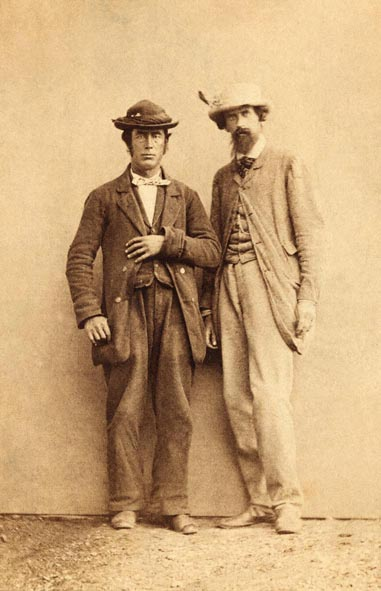
Melchior Anderegg (links) und Leslie Stephen (ca. 1870)

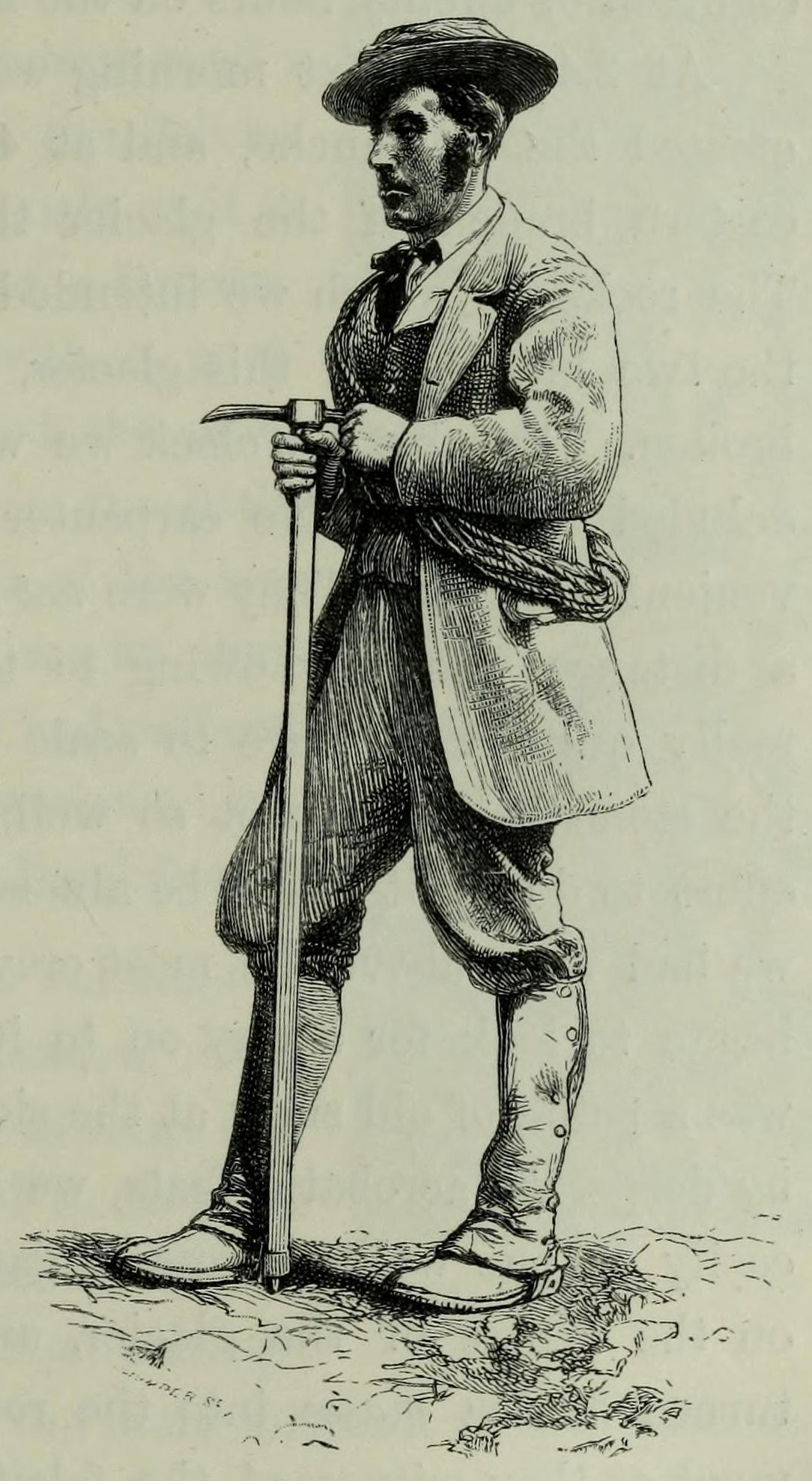
Melchior Anderegg (1864)

Melchior Anderegg (* 28. März 1828 in Zaun bei Meiringen; † 8. Dezember 1914 in Hausen bei Meiringen) war ein Schweizer Bergführer und der Erstersteiger einiger prominenter Westalpen-Gipfel. Er erhielt 1856 zusammen mit Christian Almer als Erster das Schweizer Bergführerpatent, weswegen er – neben seinen hervorragenden alpinistischen Fähigkeiten – auch als «König der Führer» bezeichnet wurde. Anderegg führte meist englische Kunden, deren bekanntester Leslie Stephen war, der Mitgründer des englischen Alpine Club.

## Erstbesteigungen
Melchior Anderegg war bei folgenden Erstbesteigungen dabei:
- Wildstrubel (3244 m, Berner Alpen), 11. September 1858 mit Leslie Stephen und T. W. Hinchliff,
- Rimpfischhorn (4199 m, Walliser Alpen), 9. September 1859 mit Leslie Stephen, Robert Liveing und Johannes Zumtaugwald,
- Alphubel (4206 m, Walliser Alpen), 9. August 1860 mit Peter Perren mit T. W. Hinchliff und Leslie Stephen,
- Blüemlisalphorn (3664 m, Berner Alpen), 27. August 1860 mit R. Liveing, F. Ogi, P. Simond, Leslie Stephen und J. K. Stone,
- Monte Disgrazia (3678 m, Bergeller Alpen), 23. August 1862 mit Leslie Stephen, Thomas Stuart Kennedy und Thomas Cox,
- Dent d’Hérens (4171 m, Walliser Alpen), 12. August 1863 mit Florence Crauford Grove, William Edward Hall, Reginald Somerled Macdonald, Montagu Woodmass, Jean-Pierre Cachat und Peter Perren,
- Parrotspitze (4436 m, Walliser Alpen), 16. August 1863 mit Florence Crauford Grove, William Edward Hall, Reginald Somerled Macdonald, Montagu Woodmass und Peter Perren,
- Balmhorn (3699 m, Berner Alpen), 21. Juli 1864 mit Frank Walker, Lucy Walker, Horace Walker und Jakob Anderegg,
- Zinalrothorn (4221 m, Walliser Alpen), 22. August 1864 mit Florence Crauford Grove und Leslie Stephen,
- Grandes Jorasses (4208 m, Mont-Blanc-Gruppe), 30. Juni 1868 mit Horace Walker, Johann Jaun und Julien Grange.

Weitere nennenswerte Touren von Melchior Anderegg waren:

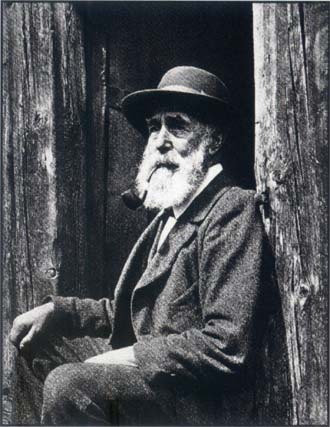
Melchior Anderegg (1896)

- Melchior Anderegg (1896)Mont Blanc (4809 m) über die Bosses du Dromedaire (1859),
- Mont Blanc über den Dôme du Goûter (1861),
- Solo-Erkundungstour am Zmuttgrat des Matterhorns (1863),
- Mont Blanc über die Brenvaflanke (1865),
- Winterüberschreitung des Finsteraarhorns (4273 m, 1866),
- Civetta (3220 m, 1867),
- Winterbesteigung der Plattenhörner (1869),
- Matterhorn (4478 m) mit Lucy Walker (1871), Erstbesteigung einer Frau
- Erste Winterbesteigung des Galenstocks (3583 m, 1877).